# Mieidia
El Tuc de Mieidia es una montaña de 2192 metros, situada en la comarca del Valle de Arán (provincia de Lérida).

## Descripción
El pico de Mieidia está situado entre los valles de Era Artiga de Lin y el valle de Gèles. 
El valle de Gèles está atravesada por el barranco de Gèles que desemboca en el río Joeu en Era Artiga de Lin. 
En el valle de Gèles se encuentra Eth Santet de Gausac que está dedicada a la virgen de las Nieves ubicada cerca de Las Bordas de Gèles, se accede a través de una pista forestal que parte de la pista asfaltada que lleva a la Bassa d'Oles.